# Vichy
Vichy este un oraș în Franța, sub-prefectură a departamentului Allier în regiunea Auvergne. Orașul este înfrățit cu orașul Cluj-Napoca din România. 
Este o stațiune balneară foarte apreciată din Masivul Central. În 1940 în timpul celui de-al Doilea Război Mondial, Vichy a fost capitala regimului de la Vichy condus de Mareșalul Pétain, ce administra partea din Franța neocupată de Germania Nazistă.